# LNG-Hybrid-Barge

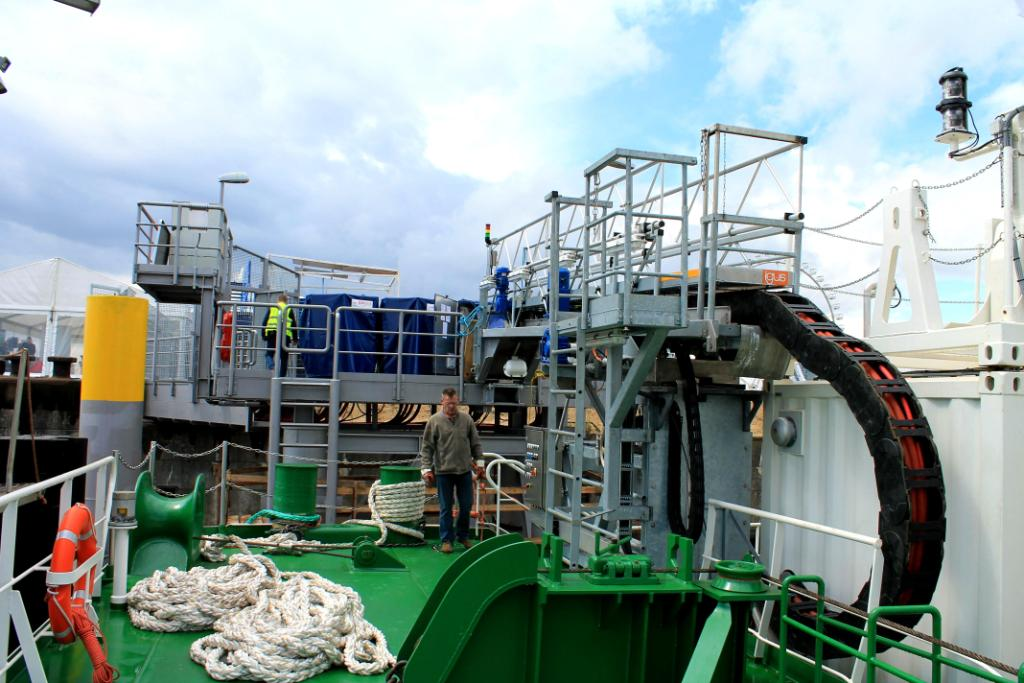
11-kV-Stromkabel von der Barge zum Land

Die LNG-Hybrid-Barge (englisch, von liquefied natural gas) ist ein Projekt, durch das Schiffe, insbesondere Kreuzfahrtschiffe, im Hamburger Hafen durch den Brennstoff LNG mit Strom versorgt werden können.

## Hintergrund

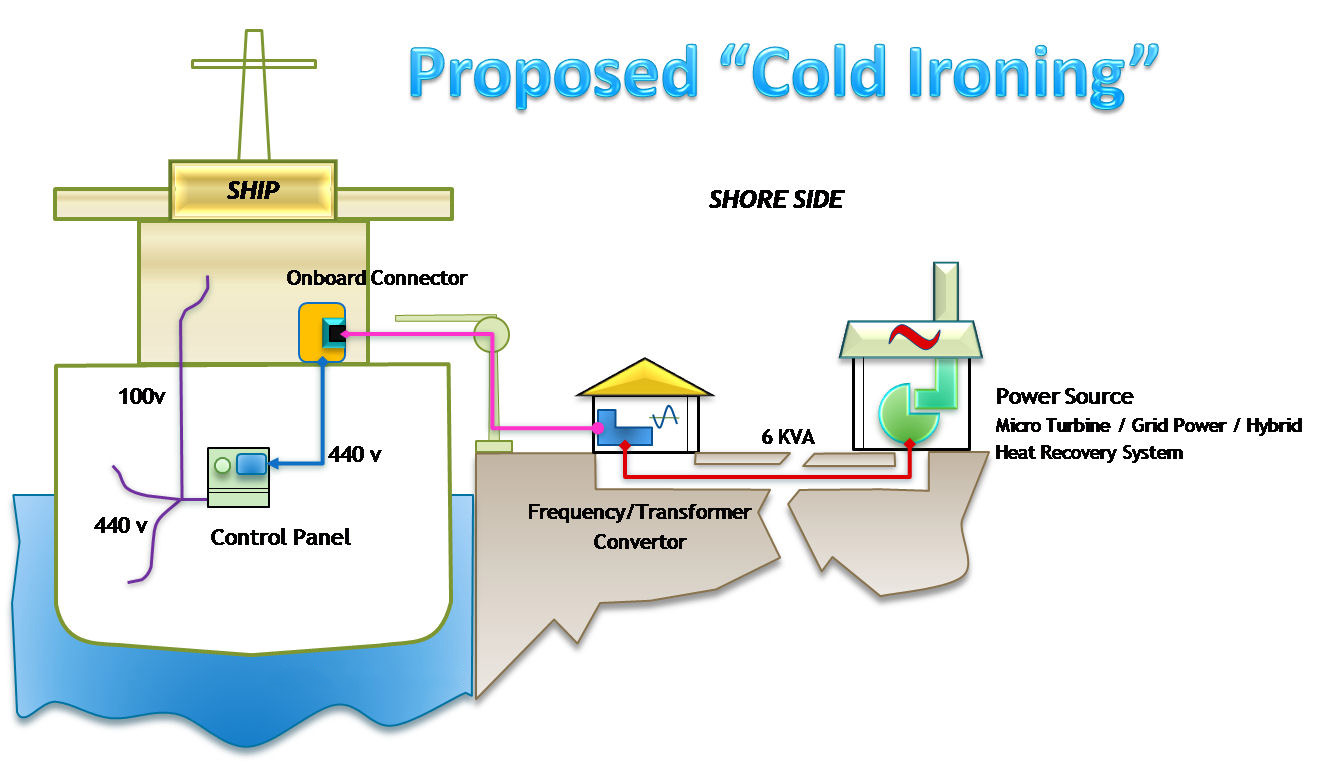
Prinzip der Landstromversorgung mit einem Landanschluss für Schiffe

Die E-Leistung der Kreuzfahrtschiffe im Hafenbetrieb für Beleuchtung, Lüftung, Heizung und Küchenbetrieb wird bisher von eigenen Dieselgeneratoren an Bord erzeugt. Als Brennstoff wird schwefelarmer Dieselkraftstoff mit maximal 0,1 % Schwefel verwendet. Die Dieselgeneratoren haben im Vergleich zu Dampfkraftwerken (Braunkohle, Steinkohle) einen guten Wirkungsgrad von etwa 40 bis 45 %. Der Energiebedarf beträgt je nach Größe der Kreuzfahrtschiffe um 5.000 bis 15.000 kW. Pro kWh werden etwa 0,5 bis 1 kg CO2 emittiert. Außerdem werden im Vergleich zum Kfz-Verkehr große Mengen Schwefeldioxid, Stickoxide und Ruß emittiert. Zur Reduzierung dieser Emissionen wurden mehrfach Diskussionen geführt und als Lösungen eine Stromversorgung von Land (Landanschluss) oder eine gasbetriebene Stromerzeugungsbarge vorgeschlagen. Hintergrund und Triebfeder war auch die Tatsache, dass die Vorschriften zur Emission von Stickoxiden verschärft wurden.

## LNG-Hybrid-Barge
Inzwischen hatte sich in Hamburg auch eine Lösung mit der Stromerzeugung auf einer Barge konkretisiert, die in der Nähe des zu versorgenden Schiffes liegen kann. Als Brennstoff zur Stromerzeugung wird Flüssigerdgas (LNG) verwendet. Von der Kreuzfahrtreederei AIDA Cruises, der Hamburger Firma Becker Marine Systems GmbH und der Schramm Group wurde eine LNG-Hybrid-Barge zur Stromerzeugung und Versorgung der Kreuzfahrtschiffe vorgeschlagen. Als Baukosten für das Alternativkonzept LNG-Hybrid-Barge wurden 13 Mio. Euro genannt. Durch vertragliches Abkommen zwischen Becker Marine Systems und AIDA Cruises gab es ab Sommer 2012 eine Basis zur Einrichtung eines Stromversorgungssystems für das Kreuzfahrtterminal (CC1) in der Hamburger HafenCity.
Dazu wurde das Unternehmen Hybrid Port Energy GmbH in Hamburg gegründet, ein Tochterunternehmen der Becker Marine Systems GmbH & Co. KG. Dieses hatte die Barge entworfen und mit Unterstützung von Schlüter Marine Solutions konstruiert. Bei der slowakischen Werft SAM Shipbuilding and Machinery in Komárno wurde der Bau der Barge in Auftrag gegeben und wurde im Herbst 2014 abgeliefert.
Die LNG-Hybrid-Barge wurde mit fünf Caterpillar G3516C Gasaggregaten durch Zeppelin Power Systems ausgestattet. Die Gesamtleistung der Aggregate beträgt 7,5 MW bei reinem LNG-Betrieb. Bei den Caterpillar-Motoren handelt es sich um reine Gasmotoren mit einer elektrischen Leistung von jeweils 1.550 kW. Die Caterpillar-Motoren gelten allgemein im Markt als die Motoren mit einem guten Lastaufschaltverhalten und sind damit prädestiniert für diese Art der Anwendung.

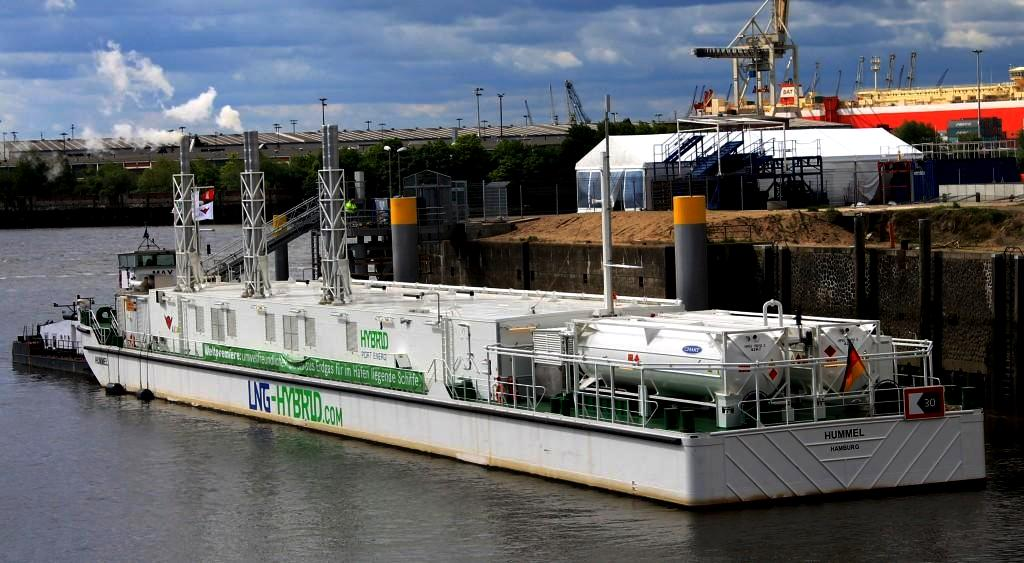
Die LNG-Power-Barge Hummel versorgt die AIDAsol, das LNG befindet sich in den zwei hinten an Deck stehenden isolierten 40-Fuß-Tankcontainern

Die 76,7 Meter lange und 11,4 Meter breite Stromerzeugungsbarge ist Anfang Oktober 2014 in Hamburg angekommen. Sie wurde am 18. Oktober 2014 am Cruise Center HafenCity auf den Namen Hummel getauft, dabei wurden die erforderlichen Anschlussverbindungen zur Versorgung eines Kreuzfahrtschiff (AIDAsol) getestet. Die Barge liegt dazu in der Nähe des Liegeplatzes des zu versorgenden Schiffs – zunächst Kreuzfahrtschiffe der AIDA Cruises. Im Rahmen der Klassenabnahme durch Bureau Veritas erfolgte der Betrieb aller fünf Generatorsätze, die Gesamtlast-Übernahme von 0 bis 7,5 MW Leistung erfolgte dabei unter zwei Minuten.
Der erste Probebetrieb zur Stromversorgung der AIDAsol wurde am 29. Mai 2015 durchgeführt. Der weitere Betrieb wurde von der Betreibergesellschaft Hybrid Port Energy 2016 aufgenommen.

## Kabelverbindung von der Barge zum Kreuzfahrtschiff
Der Strom wird über eine Kabelbrücke von der Barge über eine Steckverbindung zum landseitigen Schaltkasten geführt. Von hier führt eine unterirdische Kabelverbindung zum Kreuzfahrtterminal. Am Liegeplatz der Kreuzfahrtschiffe befindet sich ein weiterer Schaltkasten in einem Schacht, von dem ein weiteres Kabel mit Steckverbindung zum Schiff führt. Für die Übergabe der Kabel  und den notwendige Gezeitenausgleich wird eine kranähnliche Vorrichtung genutzt. Der Landanschluss des einzigen bisher dafür ausgestatteten Kreuzfahrtschiffes AIDAsol befindet sich auf der Backbordseite.

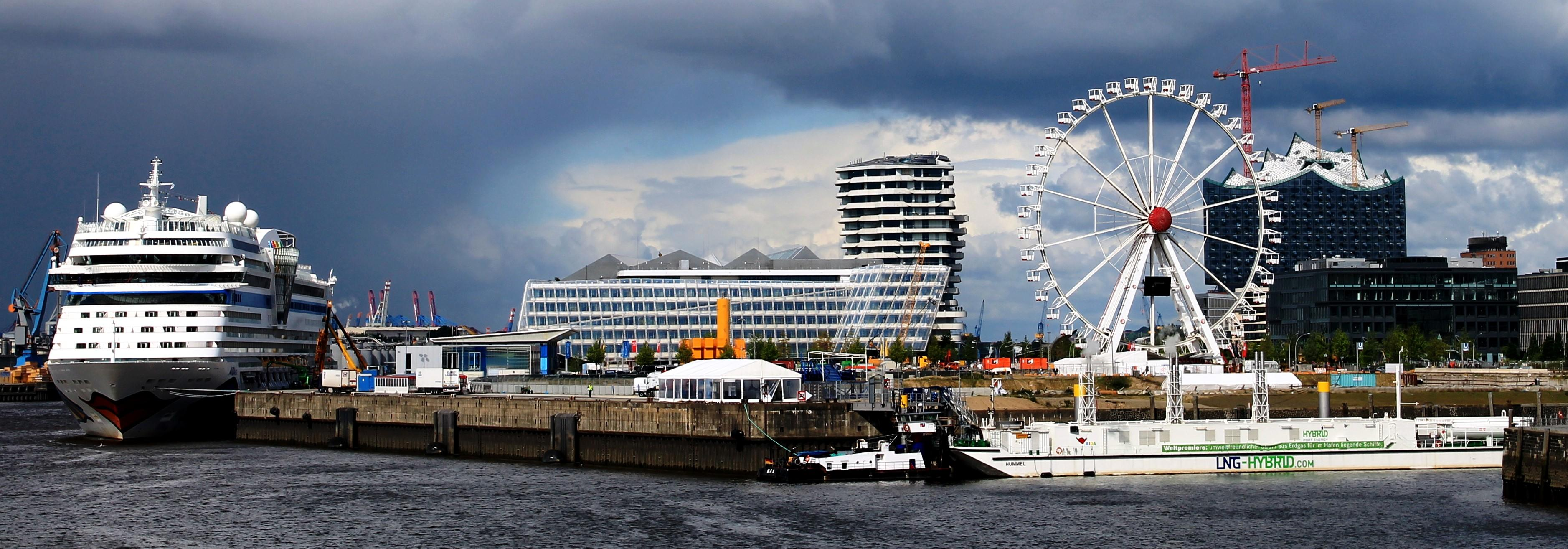
Das Kreuzfahrtschiff AIDAsol wird im Hamburger Hafen mit Strom versorgt, der durch den Brennstoff LNG auf der LNG-Hybrid-Barge erzeugt wurde (unten rechts)